# Adísia Sá
Maria Adísia Barros de Sá (Cariré, Ceará, 7 de novembre de 1929), més coneguda artísticament com a Adísia Sá, és una locutora de ràdio, presentadora de televisió, escriptora, professora i periodista brasilera.

## Formació acadèmica
Al 1954, Adísia Sá obtingué la llicenciatura en Filosofia, per la Facultat Catòlica de Filosofia de Ceará, i un màster per la Facultat de Filosofia de Ceará, al 1962. Fou professora de la Universitat de Fortalesa i de la Federal de Ceará.
Al 1969, obté la càtedra de professora en metafísica, i hi romangué com a docent fins a 1984, quan es trasllada com a professora titular de la UFC i de la Universitat Estatal de Ceará. És també professora ajudant del Curs de Periodisme i després professora titular del curs de Comunicació Social del Departament de Comunicació Social i Biblioteconomia.

## Periodisme
Al 1955, començà la carrera periodística en el diari Gazeta de Notícias. Treballà també en O estado, O Dia, i O povo, i fou la primera dona a assumir el paper de síndica de greuges en la premsa nordestina, al 1994. N'exercí el càrrec des de 1997 fins a 2000. També tingué la mateixa funció en la ràdio AM O Povo / CBN, entre els anys 1998 i 1999. Adísia Sá fou periodista de televisió, comentarista de la TV Jangadeiro, TV Com, i TV Manchete. Fou una pionera, juntament amb altres col·legues, de la implementació del primer curs de Periodisme a Ceará.
Fou fundadora del Curs de Periodisme de la UFC i de l'Associació Brasilera de Defensors del Poble, de la Secció Ceará. I com a periodista també ocupà càrrecs de direcció: Associació de Ceará de Premsa, Sindicat dels Periodistes de Ceará i de la Comissió Nacional d'Ètica de la Federació Nacional de Periodistes.

## Algunes publicacions
Paral·lel als seus treballs com a periodista, Adísia Sá publicà 13 llibres en les àrees de filosofia, periodisme i literatura:
- Biografia de um sindicato. Edições UFC, 146 p. 1981

- Capitu conta Capitu, 104 p. 1992

- Clube dos ingênuos

- Em busca de Iracema[5]

- Ensino de Filosofia no Ceará (coordinadora), 282 p. 1972

- Ensino de Jornalismo no Ceará

- Fenômeno metafísico, 163 p. 1973

- Fundamentos científicos da Comunicação (coordinadora). Vol. 5 de Coleção Meios de comunicação social; 8: Série Manuais. Compilat per Adísia Sá. Editor Vozes, 287 p. 1973

- Introdução à Filosofia

- Metafísica para quê?

- O Jornalista Brasileiro. 2a edició de Fundação Demócrito Rocha, 1999, 640 p. ISBN 8586375276, ISBN 9788586375279

- Ombudsmen / Ouvidores: Transparência, Mediação e Cidadania (coletânea de textos sobre o assunto). Amb Fátima Vilanova, Roberto Maciel. Edições Demócrito Rocha, 245 p. 2004. ISBN 8575292188, ISBN 9788575292181

- Traços de União. Eds. Fundação Demócrito Rocha, 1999, 325 p. ISBN 8586375195, ISBN 9788586375194

- Adísia Sá, uma biografia. Amb Luiza Helena Amorim. Omni Editora, 2005, 126 p. ISBN 8588661179, ISBN 9788588661172

## Honors

### Homenatges
En la seua carrera, guanyà premis pel reconeixement del seu treball en el periodisme. El 2004 la FANOR (Facultats Nord-est), Fortaleza, creà la Càtedra Adísia Sá de Periodisme, per tal de promoure debats sobre l'ètica en els mitjans de comunicació.
El 2005, l'homenatjaren amb la publicació d'Adísia Sá - Uma biografia, de Luíza Helena Amorim.
El 2009, el diari O estado va crear, juntament amb l'Institut Venelouis Xavier Pereira, el Concurs Cultural Adísia Sá de Periodisme, amb el propòsit de premiar la creativitat i el talent dels estudiants de les Facultats de periodisme de Fortaleza.
- Medalha da Abolição[9]